# قوش سربوزی
قوش سربوزی، از روستاهای بخش مرکزی شهرستان سرخس است که در جنوب شهر سرخس و در غرب حاشیه رودخانه تجن واقع شده‌است. قوش سربوزی از دیگر روستاهای شهرستان سرخس تقریباً جدیدتر است.
بر اساس سرشماری سال ۱۳۸۵ جمعیت آن (۳۷۳ خانوار) ۲۰۳۲ نفر
است.

## تاریخچه
این روستا در حدود ۸۰ سال پیش توسط طایفه سربوزی که از تیموری‌های اهل تسنن تربت جام هستند، تأسیس شده‌است. تا حدود ۶۰سال پیش سربوزی‌ها در اینجا ساکن بودند، اما آن‌ها به روستای چکودر کوچ کردند.

## معیشت
ساکنین این روستا بلوچ هستند و شغل آن‌ها کشاورزی و دامداری است.